# ジャニーズWEST LIVE TOUR 2022 Mixed Juice
『ジャニーズWEST LIVE TOUR 2022 Mixed Juice』(ジャニーズ ウエスト ライブ ツアー 2022 ミックス ジュース)は、ジャニーズWESTの12作目のライブ・ビデオ。2022年11月23日にジャニーズ・エンタテイメントから発売。

## 概要
2022年3月から6月まで約1年ぶりに行われた有観客ツアー『ジャニーズWEST LIVE TOUR 2022 Mixed Juice』より、ライブ本編は、4月29日の横浜・ぴあアリーナMMの公演の模様を収録。
初回盤はビッグサイズのスペシャルフォトブックパッケージ。特典には、公演替わりで披露したスペシャルアコースティックアレンジの「アメノチハレ」「ブーケ」「オレとオマエと時々チェイサー」、ツアーファイナルのWアンコールで披露した「つばさ」を収録。さらに、最高級のミックスジュースを飲むためにさまざまなミッションに挑んだINTER映像が全19タイプ盛り込まれる。
通常盤特典には、リハーサルから全ツアー会場に密着した『超 TOUR DOCUMENTARY』が収録されている。

## 封入特典・仕様
初回盤
- スペシャルフォトブックパッケージ
- 48Pブックレット

通常盤
- ポストカード2枚封入

## 収録内容

### Disc 1
※約126分収録
1. OVERTURE
2. Mixed Juice
3. We are WEST!!!!!!!
4. ええじゃないか
5. Anything Goes
6. DANCE INTER -Born To Be Wild-
7. Born To Be Wild
8. INTER
9. セラヴィ
10. Big Shot!!
11. 努力賞
12. Plan B
13. 情熱
14. 微笑み一つ咲かせましょう
15. でっかい愛
16. 週刊うまくいく曜日
17. 喜努愛楽
18. MC
19. 涙腺
20. バニラかチョコ
21. AMBITIONS JAPAN!（AmBitious）
22. UME強引オン！（AmBitious）
23. ブルームーン
24. 真夜中のLION
25. 黎明
26. INTER
27. W trouble
28. YSSB
29. PARTY MANIACS
30. ごっつえーFriday
31. おーさか☆愛・EYE・哀
32. アカンLOVE～純情愛やで～
33. ズンドコ パラダイス
34. ホメチギリスト
35. BAND INTER
36. 証拠
37. 僕らの理由
38. ムーンライト
39. サムシング・ニュー

### Disc 2
※ENCOREは初回盤・通常盤共通収録
〈ENCORE〉
1. しらんけど
2. 進むしかねぇ
3. Mixed Juice

#### 初回盤
※ENCOREとあわせて約81分収録
〈SPECIAL REEL〉
Special Acoustic Arrange
1. アメノチハレ （4.28 神奈川・ぴあアリーナMM）
2. ブーケ （4.29 神奈川・ぴあアリーナMM）
3. オレとオマエと時々チェイサー （6.12 北海道・真駒内セキスイハイムアイスアリーナ）

〈TOUR FINAL -W ENCORE-〉
1. つばさ （6.12 北海道・真駒内セキスイハイムアイスアリーナ）

〈INTER -Mixed Juice Mission-〉
- 19 type

#### 通常盤
※ENCOREとあわせて約116分収録
〈SPECIAL REEL〉
- 超 TOUR DOCUMENTARY

## チャート成績
発売初日で135,499枚を売り上げ、これまで過去最高累積売上だった『ジャニーズWEST LIVE TOUR 2019 WESTV!』の13.3万枚を上回り、グループ史上最高売上を記録した。
初週で、DVDが5.2万枚、Blu-rayが10.6万枚を売り上げ、2022年12月1日付「週間DVDランキング」「週間BDランキング」共に初登場1位を獲得。「週間DVDランキング」と「週間BDランキング」のいずれも自己最高初週売上を記録した。合計した「ミュージックDVD・BDランキング」でも15.8万枚で3作連続の初週10万枚超えを記録し、映像3部門での同時1位も獲得した。また、音楽作品のDVDとBDを合計した「週間ミュージックDVD・BDランキング」において、合計売上15.8万枚で初登場1位となり、3作連続の初週10万枚超えを記録。また2022/5/23付『ジャニーズWEST LIVE TOUR 2021 rainboW』に続き、4作連続通算5作目の「映像3部門」同時1位も獲得。「週間ミュージックDVD・BDランキング」の初週売上15.8万枚は、自己最高初週売上を記録した。
なお、「ミュージックDVD・BDランキング」での1位獲得は、12作連続、通算12作目。これで、「ミュージックDVD・Blu-ray Disc連続1位獲得作品数」と「ミュージックDVD・Blu-ray Disc通算1位獲得作品数」はともに、歴代単独2位から嵐と並び、歴代1位タイに更新した。
- 「ミュージックDVD・BD連続1位獲得作品数」記録※同順位は達成順／1位：嵐、ジャニーズWEST（12作）、3位：関ジャニ∞（11作）[4]
- 「ミュージックDVD・BD通算1位獲得作品数」記録※同順位は達成順／1位：嵐、ジャニーズWEST（12作）、3位：関ジャニ∞（11作）[4]